# Robert McQueen
Robert McQueen, Lord Braxfield (4 mai 1722 – 30 mai 1799) est un avocat et juge écossais.

## Biographie
McQueen est né le 4 mai 1722, près de Lanark, fils de John McQueen of Braxfield.
Il étudie à Édimbourg et est admis à la Faculty of Advocates en 1744. En 1759 il est nommé procureur de la couronne. Il s'occupe fréquemment de plus de quinze cas par jour et gagne 1900 livres en une seule année.
Il devient juge en 1776 et prend le titre de Lord Braxfield.
En 1788 il devient Lord Justice Clerk, juge principal d'Écosse. Considérant explicitement que « le gouvernement dans ce pays est constitué par les intérêts de la terre, qui seuls ont le droit d'être représentés », il prend une part active dans la suppression de la Société des Amis du Peuple par les sentences rendues lors de procès intentés au réformateur Thomas Muir et d'autres membres de la société, condamnés à la déportation en Australie. À cette fin, il « invente un crime de sédition inconsciente ». Une fameuse citation de lui à cet égard : « Amenez-moi des prisonniers, et je leur trouverai une loi ».
Il meurt à St George Square, Édimbourg, le 30 mai 1799, à l'âge de 77 ans. Il est enterré à Lanark, le 5 juin.

## Famille
Il a d'abord épousé, Marie, fille du Major James Agnew du 7e dragon, et nièce de Sir Andrew Agnew de Lochnaw, Wigtownshire ; ils ont eu quatre enfants :
- Robert Dundas, décédé le 5 août 1816,
- Jean, capitaine du 28e régiment d'infanterie, décédé le 2 février 1837,
- Marie, qui épousa, en 1777, Sir William Honyman, Seigneur Armadale,
- Katherine, qui a épousé John Macdonald, chef de Clanranald, en 1786.

Braxfield a ensuite épousé Elizabeth, fille du baron Robert Ord, dont il n'a pas eu de descendance.

## Influence
Sir Henry Raeburn peint son portrait peu de temps avant sa mort.
Braxfield est fameux en Écosse pour la brutalité avec laquelle il traitait ceux qui comparaissaient devant lui ; l'exemple le plus fameux, à l'adresse d'un accusé : « Vous êtes un garçon très futé, mais vous ne seriez pas plus mal au bout d'une corde ». Dans un article auxquels ont participé des historiens de l'Écosse, Braxfield a été identifié comme l'un des « plus vils méchants » de l'histoire d'Écosse.
Il est considéré comme ayant inspiré le personnage du juge Adam Weir dans le roman inachevé de Robert Louis Stevenson, Hermiston, le juge pendeur.